# Martin Bourboulon
Pour les articles homonymes, voir Bourboulon.
Martin Bourboulon, né le 27 juin 1979, est un réalisateur français.
D'abord assistant réalisateur sur diverses productions Pathé Films, il se fait connaître en réalisant Papa ou Maman (2015). Il réalise ensuite Papa ou Maman 2 (2016) puis Eiffel (2021).

## Biographie
Fils du producteur Frédéric Bourboulon, Martin Bourboulon commence sa carrière en tant qu'assistant réalisateur sur une dizaine de longs-métrages parmi lesquels Laissez-passer (2002) de Bertrand Tavernier, produit par son père, ou Bon Voyage (2003) de Jean-Paul Rappeneau.
Il signe ensuite son premier film de réalisateur avec le court-métrage Sale Hasard (2003). Il réalise ensuite un deuxième court, Emprise (2007), avant de s'orienter vers la publicité. Parallèlement, il intègre l'équipe de l'émission Les Guignols de l'info
Tout en continuant à réaliser des publicités, il passe au long-métrage en 2015 avec Papa ou Maman. Il réalise la suite en 2016 puis le film Eiffel en 2021 avant d'enchaîner sur le diptyque des Les Trois Mousquetaires : D'Artagnan / Les Trois Mousquetaires : Milady, sorti en 2023. Pour ce faire, il retrouve le producteur Dimitri Rassam, déjà à l'œuvre sur les deux Papa ou Maman.
Après cela, il travaille à nouveau avec Dimitri Rassam pour une adaptation de 13 jours, 13 nuits dans l'enfer de Kaboul, livre de Mohamed Bida racontant l'évacuation de civils afghans et de diplomates français par la police et l'armée françaises lors de la chute de Kaboul en août 2021. Roschdy Zem y tient le rôle principal. 13 jours, 13 nuits sort le 27 juin 2025.

## Filmographie

### Réalisateur

#### Longs métrages
- 2015 : Papa ou Maman
- 2016 : Papa ou Maman 2
- 2021 : Eiffel
- 2023 : Les Trois Mousquetaires : D'Artagnan
- 2023 : Les Trois Mousquetaires : Milady
- 2025 : 13 jours, 13 nuits

#### Courts métrages
- 2003 : Sale Hasard[1]
- 2007 : Emprise

#### Émissions
- 2007-2014 : Les Guignols de l'info[1]

#### Séries télévisées
- 2025 : Carême (Apple TV+)

### Scénariste
- 2016 : Papa ou Maman 2 - collaboration
- 2021 : Eiffel - adaptation et dialogues
- 2025 : 13 jours, 13 nuits

### Assistant de réalisation
- 1999 : Ma petite entreprise de Pierre Jolivet
- 2000 : Vatel de Roland Joffé
- 2000 : Les Rivières pourpres de Mathieu Kassovitz
- 2002 : Laissez-passer de Bertrand Tavernier
- 2002 : La Vérité sur Charlie de Jonathan Demme
- 2003 : Bon Voyage de Jean-Paul Rappeneau
- 2004 : San Antonio de Frédéric Auburtin
- 2004 : Je suis un assassin de Thomas Vincent
- 2004 : Cause toujours ! de Jeanne Labrune

## Box-office en France
| N° | Film                                 | Année | Entrées (France)  | Recette monde | Réf |
| -- | ------------------------------------ | ----- | ----------------- | ------------- | --- |
| 1  | Papa ou Maman                        | 2015  | 2 888 215 entrées | 21 835 307 $  |     |
| 2  | Papa ou Maman 2                      | 2016  | 1 365 839 entrées | 9 798 848 $   |     |
| 3  | Eiffel                               | 2021  | 1 467 925 entrées | 13 649 605 $  |     |
| 4  | Les Trois Mousquetaires : D'Artagnan | 2023  | 3 432 815 entrées | 31 165 459 $  |     |
| 5  | Les Trois Mousquetaires : Milady     | 2023  | 2 576 308 entrées | 21 328 004 $  |     |
| 6  | 13 jours, 13 nuits                   | 2025  | 444 059 entrées   |               |     |